# فيسبوك ووتش
فيسبوك ووتش هو عبارة عن خدمة فيديو حسب الطلب يشغله موقع فيسبوك. تم الإعلان عنه في 9 غشت 2017، مع توفره الأولي في اليوم التالي طرحت الخدمة لجميع المستخدمين في الولايات المتحدة بحلول نهاية الشهر. يتم إنتاج محتوى الفيديو الأصلي للشركة من قبل الشركاء الذين يكسبون ٪55 من أرباح الإعلانات بينما يحافظ فيسبوك على ٪45.